# Sadayoshia acroporae
Sadayoshia acroporae is een tienpotigensoort uit de familie van de Munididae. De wetenschappelijke naam van de soort is voor het eerst geldig gepubliceerd in 1972 door Baba.